# Turopoljsko-posavski dijalekt
Turopoljsko-posavski dijalekt ili jugozapadni kajkavski dijalekt je jedan od glavnim dijalekata kajkavskog narječja. Odlikuje se povlačenjem metatonijskoga cirkumfleksa prema početku riječi; izjednačeno nazalno o i samoglasno l većinom čuvaju posebnu fonološku vrijednost (uglavnom kao otvoreno o), a dio je govora i u tom dijalektu izjednačio njihov refleks s u; praslavensko. t', d' dali su č', dž' (srednje vrijednosti č i dž) ili j, a skupovi -stj, -skj, -zdj, -zgj daju šč', ždž' (srednje vrijednosti č i dž). Ako se gleda kao skupina, obično se dijeli na sljedeće (pod)dijalekte;
donjolonjski, turopoljski, vukomeričko-pokupski.

U prošlosti je većinom obuhvaćao područja stare Zagrebačke županije, osim njenih krajnjih rubova (područja gdje se govori Prigorski).
Govori se na području Posavine od Zagreba i rubnih kajkavskih područja do novoštokavsko jekavskih (južni dijalekt) područja uz granicu s BiH i zapadnu Slavoniju. Na sjeveru se prostire do Moslavine gdje graniči s istočnim kajkavskim dijalektom .
Govori u rumunjskom Karaševu, kao i u austrijskom Gradišću se obično smatra da dolaze porijeklom iz ovog dijalekta.
Dijalekt se može podijeliti na više poddijalekata (koje neki jezikoslovci, npr. Mijo Lončarić smatraju i samostalnim dijalektima); Donjolonjski, Turopoljski i Vukomeračko-pokupski.